# Amin al-Bukhari
Amin Al-Bukhari (arabisch أمين محمد جان بخاري; * 2. Mai 1997) ist ein saudi-arabischer Fußballtorhüter.

## Karriere

### Verein
Er begann seine Karriere in der Jugend von al-Ittihad und wechselt im September 2020 von deren U23 in die erste Mannschaft von al-Nassr FC. Mitte Oktober 2020 ging er per Leihe zu al-Ain. Seit der Saison 2021/22 ist er wieder Teil des Kaders von al-Nassr FC.

### Nationalmannschaft
Mit der U20 spielte er bei der U20-Weltmeisterschaft 2017 in drei von vier Partien. Ebenfalls Stammtorwart war er in der U23 bei der Asienmeisterschaft 2018. Bei den Asienspielen 2018 als auch bei der Asienmeisterschaft 2020 stand er ohne Einsatz im Kader. 
Er stand bei mehreren Spielen der A-Nationalmannschaft ohne Einsatz  im Kader.
Bei den Olympischen Spielen 2020 in Tokio spielte er gegen Brasilien.